# Joaquim Pedro
Joaquim Pedro Soares  (Portugal, c. 1774 —?), foi um militar luso-brasileiro.
Participou da campanha contra Napoleão Bonaparte, na Guerra Peninsular. Emigrou para o Chile em 1816, com a Divisão de Voluntários Reais, participando das guerras contra José Gervasio Artigas e da Batalha do Passo do Rosário na Guerra da Cisplatina.
Já veterano aderiu à Revolução Farroupilha, ficando adstrito às tropas de Antônio de Sousa Neto, de quem foi assessor político e militar. Participou da Batalha do Seival e foi um dos que influenciaram Neto a proclamar a República Rio-Grandense, junto com Lucas de Oliveira
Organizou e foi o primeiro comandante das Lanceiros Negros.
Foi preso em Piratini, em 1844, quando já contava 74 anos, junto com o cel. José Mariano de Mattos, em uma sortida imperial, e enviado para o Rio de Janeiro, desconhecendo-se seu destino final.